# Лагунні відклади
Лагу́нні ві́дклади (рос. лагунные отложения, англ. lagoonal deposits, lagoon sediments; нім. lagunäre Ablagerungen f pl, Lagunenablagerungen f pl) — природні осади лагун. Серед осадів опріснених лагун переважають піщані, алевритові, глинисті, а іноді глинисто-карбонатні мули, збагачені органічною речовиною; у викопному стані їм відповідають піщано-алеврито-глинисті відклади з малопотужними прошарками мергелів і вапняків; часто містять також прошарки і лінзи сапропелевого вугілля. До складу викопних соленосних лагунних відкладів входять пласти сульфатних і хлористих солей натрію, гіпс, ангідрит, а з карбонатних порід — доломітові вапняки, доломіт, магнезит. У відкладах лагун, розташованих в кільцевих коралах — атолах, представлені карбонатні осади, зцементовані вапном.